# ユナイテッド航空297便墜落事故

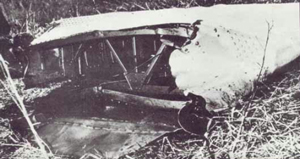
ユナイテッド航空297便の残骸

ユナイテッド航空297便墜落事故（ユナイテッドこうくう297びんついらくじこ、英語: United Airlines Flight 297）は、1962年11月23日にアメリカ合衆国・ニュージャージー州ニューアーク国際空港発同国ジョージア州アトランタ空港行きのユナイテッド航空297便（ビッカース バイカウント 745D）が第1経由地のワシントン・ナショナル空港へ向かっている際に鳥の群れに遭遇、少なくともコハクチョウ2羽が機体に衝突し深刻なダメージを与え、制御不能に陥った結果メリーランド州ハワード郡エリコットシティ近郊に墜落し乗員乗客17人全員が死亡した事故である。
この事故により、飛行中のバードストライクによって引き起こされる可能性のある機体への損傷をより深く把握することができた。この結果連邦航空局 (FAA) は、新しい航空機がバードストライクにより安全に飛行または着陸する能力に影響を与えることがないよう衝撃に耐えうる構造にすることを要求する新しい安全規則を発効した。

## 事故機
事故機は1956年6月30日に製造されたシリアル番号128、機体記号N7430のビッカース バイカウント 745Dであった:p15。事故機は事故時点で合計18,809時間の飛行時間を持っていた。事故機は元々キャピタル航空の所有機であったが、1961年にキャピタル航空とユナイテッド航空が合併した際にユナイテッド航空の所有機となった。

## 乗員・乗客
297便の機長はペンシルベニア州出身のミルトン・バロッグ（39歳）であった。バロッグは第二次世界大戦中にアメリカ陸軍航空隊に所属しており、ヨーロッパの戦場で戦い殊勲飛行十字章を授与されていた。第二次世界大戦が終結するとバロッグはキャピタル航空に入社した。副操縦士はロバート・ルイス（32歳）であった。ルイスは定期運送用操縦士資格を取得していたが更新せず失効しており、事故当時は事業用操縦士資格のみを取得している状態であった:p14。また、その他にメアリー・キー・クラインとカレン・G・ブレントの2人が乗員として搭乗していた:p15。
297便に搭乗した13人の乗客の内6人は、ユナイテッド航空の非番の社員であった。

## 事故
ユナイテッド航空297便はニューアーク国際空港からワシントン・ナショナル空港、ローリー・ダーラム空港、シャーロット市営空港を経由しアトランタ空港へ向かう定期旅客便であった:p2。ニューアーク国際空港からワシントン・ナショナル空港までの区間は真対気速度260ノット (300mph; 480km/h) で所要時間1時間ほどの予定であった:p2。
297便は現地時間午前11時39分にニューアーク国際空港を離陸し、12時14分まで正常に飛行し高度10,000フィートから6,000フィートまで降下していることが確認されている:p2。12時19分、管制官は297便の飛行している付近の空域において多数のアヒルやガチョウの群れが居るという報告を受け、その旨を297便に伝えた:p2。12時22分、ワシントン・ナショナル空港アプローチ管制が297便に方位200度へ左旋回を行うように指示し、機長は指示を承諾しそれに従った:pp2–3。しかし、その直後の12時23分にアプローチ管制が針路変更指示を出した際には297便は応答せず、1分後の12時24分には機影がレーダーから消えた:p3。
297便は高度6,000フィートを飛行中に2羽のコハクチョウが水平尾翼へ衝突した。1羽は右水平尾翼の表面に衝突し比較的小さい長さ約1フィート (30cm)、深さ8分の1インチ (0.3cm) の穴を開けただけであったが、もう1羽は左水平尾翼を完全に突き破り反対側へ抜けた。この時の衝撃により左水平尾翼が機体から外れ、機体の残骸から4分の1マイル (400m) 離れた場所へ落下した。後に調査官は鳥が数インチでも上下に逸れて衝突していれば左水平尾翼は外れず墜落は起きなかっただろうと推定している。297便は左水平尾翼を失ったため制御不能に陥り、1分も経たないうちに6,000フィートから地表付近まで落下し対気速度は240ノットから365ノット (280 - 420mph; 440 - 680km/h) にまで上昇した:p6。297便はメリーランド州ハワード郡エリコットシティに墜落し爆発炎上、乗員乗客17人全員が死亡した。

## 調査

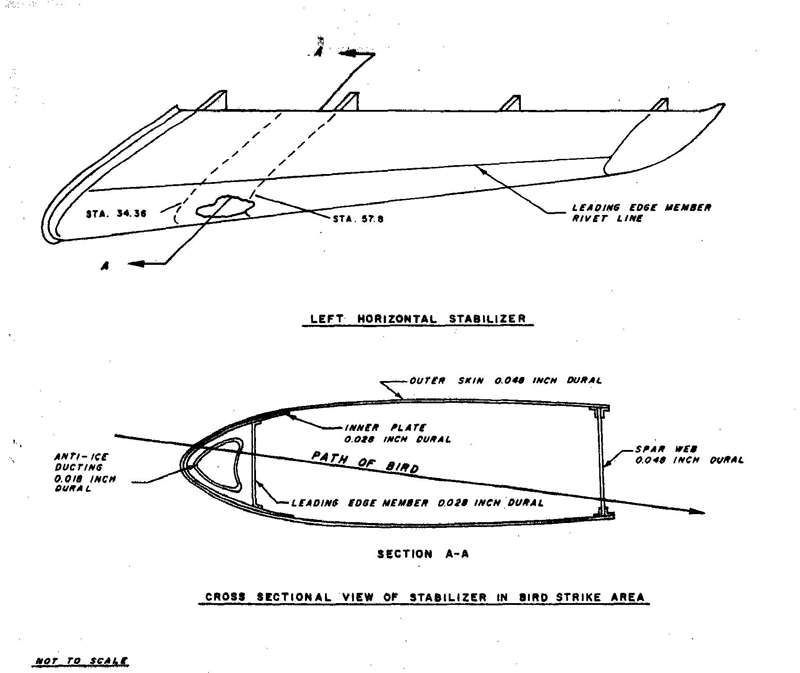
左水平尾翼で確認された損傷

事故後、ワシントンD.C.より民間航空委員会 (CAB) のジョージ・A・ヴァン・エップス率いる10人の調査チームが到着した。297便の残骸は直径100 - 150ヤード (90 - 140m) の領域に散在していた。墜落後に発生した火災により胴体と右翼、左翼の一部が溶けていたものの:p5、調査官はフライトレコーダーの回収に成功した:pp5–6。調査官は297便の残骸を回収しワシントン・ナショナル空港で組み立てて調査を行った結果、297便に少なくとも2羽の鳥が衝突したと結論付けられた。
左水平尾翼より部分的な鳥の死骸と羽、組織、血液が発見され、メリーランド州の医学検査官によりそれが鳥由来の物であると確認された:p6。現場で見つかった羽と骨の標本は合衆国魚類野生生物局へ持ち込まれ、体重18ポンド (8kg) を超える鳥であるコハクチョウの物であると特定された:p6。また、ワシントン・ナショナル空港付近を事故前に通過している別機の乗員が高度5,500フィート付近を飛行中の50羽ほどの大きな白い鳥の群れを見たと報告しており:p3、管制官が付近を飛行中の航空機に対し鳥の群れに警戒するよう呼びかけていたことからも:p4、297便はコハクチョウの群れに遭遇した可能性が高くバードストライクが原因であるとされた。
1963年3月22日、CABは事故調査の最終報告書を発表した。報告書において事故の推定原因は「コハクチョウが左水平尾翼に衝突し、衝撃で左水平尾翼が脱落した後の機体制御能力の喪失」であると結論付けられた:p1。CABはバードストライクによる現代の航空機の事故リスクを判断し、バードストライクが発生した場合における航空機の安全性を高める方法を学ぶために追加の調査を実施することを推奨した。

## 余波

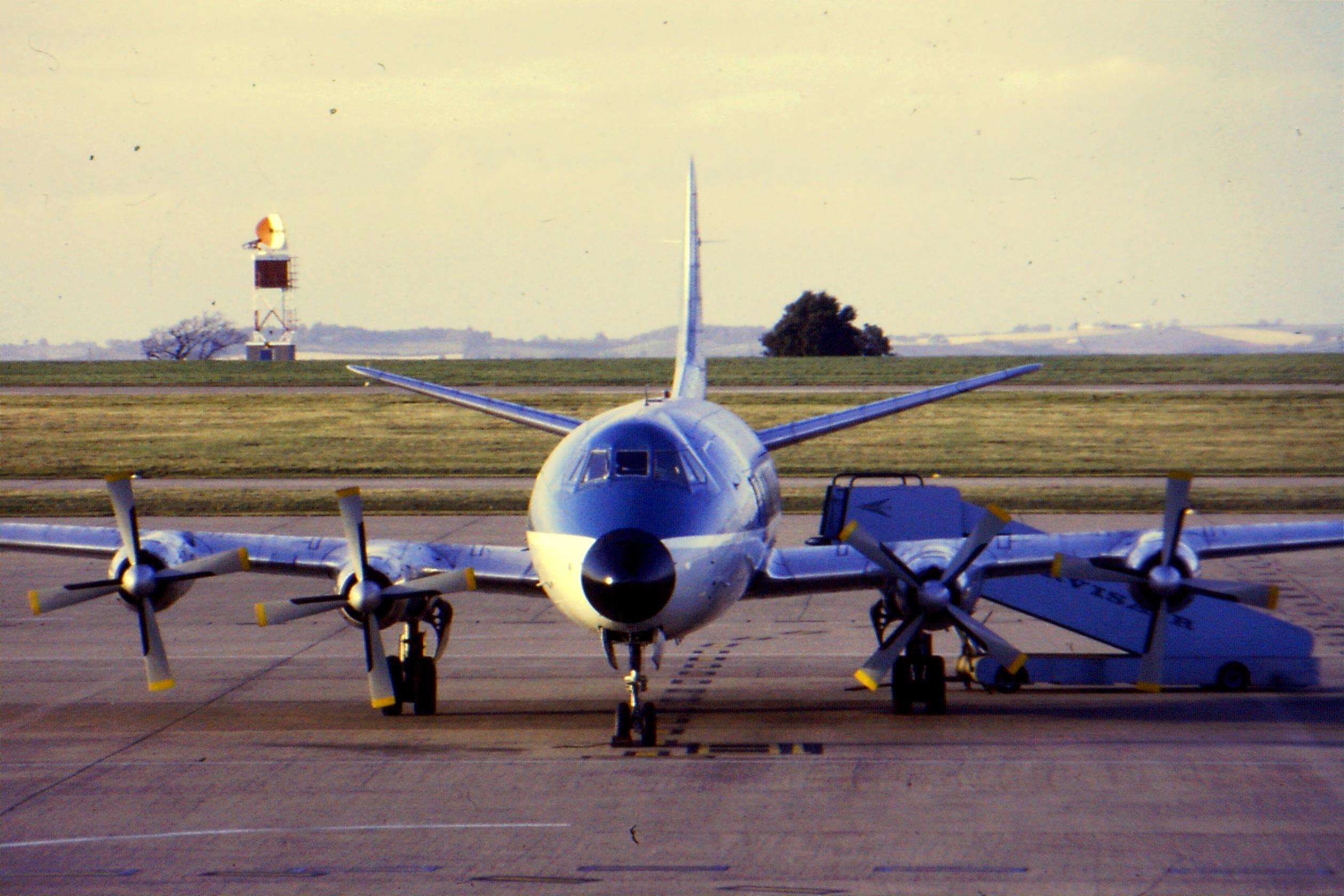
前方より見たビッカース バイカウント。水平尾翼が主翼のプロペラの端より上にあるのが分かる

事故以前、機体制御に重要な部分は主翼及びプロペラによりバードストライクから保護されているという考えの下で航空機の設計が行われていた。しかし、ビッカース バイカウント 745Dでは尾翼がプロペラより上部に取り付けられており保護されていなかった。また、航空機の巡航速度の増加によりバードストライクによってもたらされる損傷の大きさも増したが、バードストライクによる危険性に対する先行研究は全て事故より30年前の1930年代に行われていた。当時バードストライクの安全性に関して有効だった唯一の耐空性規制は、民間航空規制 (CAR) 4b条であった。これは巡航速度で飛行中に4ポンド (2kg) の鳥が衝突した際に衝撃に耐えることができるフロントガラスの使用を要求する内容であった。
事故の結果FAAは他のバードストライク事故のデータを確認し、いくつかの種類のジェット機でバードストライク試験を実施した。試験の結果、調査官はほとんどの航空機は本質的にバードストライクに対する耐性があると結論付けたが、墜落した機を含むいくつかの航空機は機体後部においての耐衝撃性が脆弱であった。1968年、FAAは巡航速度で8ポンド (4kg) の鳥が尾部に衝突した後、飛行機が安全に飛行及び着陸できるだ耐衝撃性を持たせることを要求する規則の追加を提案した。FAAは多くの意見を受け取ったが、いくつかの意見では衝突する鳥の体重を8ポンドとしている明確な理由が無く規制が不十分であるとし、仮にこの規則が297便の事故以前にあったとしても297便に衝突した鳥の体重は規制の2倍の重さの18ポンドであったことから結局のところ事故は防げなかったのではないかと示唆した。
1970年5月8日、連邦規則集14巻25章631条「バードストライクによる損傷 (Bird strike damage)」が発効された。この規則により、当該機体において到達しうる速度で飛行中に体重8ポンドの鳥と衝突した際、継続的な安全な飛行と着陸の能力を喪失しない耐衝撃性を持つ尾翼構造を設計する必要があるという要件が追加された。